# Daniel Petrescu

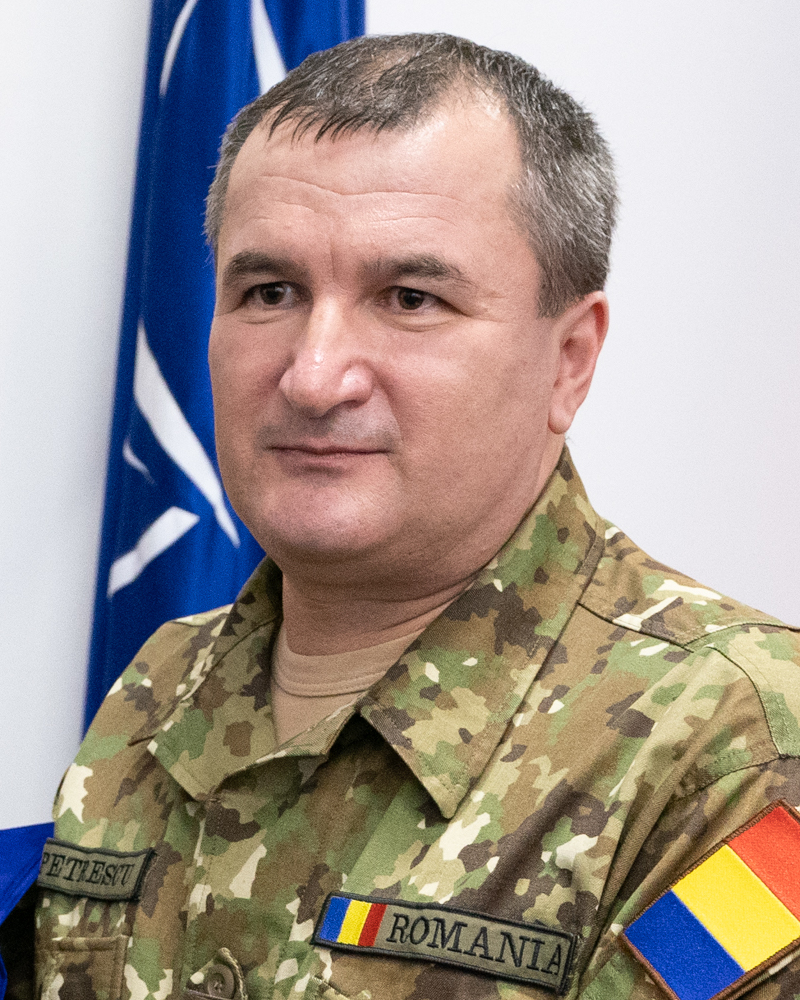
Daniel Petrescu (2020)

Daniel Petrescu (* 26. Januar 1971 in Pitești) ist ein rumänischer Offizier im Range eines Generals. Seit Dezember 2019 ist er der militärische Befehlshaber der Armata Română.

## Militärische Laufbahn
Daniel Petrescu gehört zum Abschlussjahrgang 1992 des rumänischen Militärinstituts für Infanterie. Er absolvierte zudem ein Studium an der Universitatea Națională de Apărare „Carol I“ in Bukarest (2003). Nach seiner Ausbildung diente er auf verschiedenen Positionen beim 2. Infanteriebataillon, zuletzt, zwischen 2004 und 2008, als dessen Kommandant. Während dieser Verwendung absolvierte er mehrere Auslandsmissionen (u. a. KFOR, MONUA und ISAF). Im Jahr 2008 wechselte er zum Generalstab. Zwischen 2010 und 2011 absolvierte Petrescu ein Master-Studium am National War College der US-Streitkräfte und wurde 2010 in Militärwissenschaft an der Universitatea Națională de Apărare „Carol I“ promoviert. Bis 2016 war er auf verschiedenen Positionen an der Planung der rumänischen Auslandseinsätze beteiligt.
Von August 2016 bis August 2017 war er Kommandant der 2. rumänischen Brigade. Zwischen 2017 und 2019 war er Befehlshaber der Headquarters Multinational Division South-East. Von August 2019 bis Dezember 2019 war er stellvertretender Befehlshaber der rumänischen Streitkräfte, bis er Ende des Jahres als Nachfolger von Nicolae Ciucă zu deren Kommandant ernannt wurde.

### Auszeichnungen
|  | Offizier des rumänischen Treudienst-Orden (militärische Ausführung) |

 Ehrenkreuz der Bundeswehr in Gold (militärische Ausführung)

## Privates
Der General ist verheiratet. Zusammen mit seiner Frau hat er zwei Kinder.